# Хёрман, Теодор фон
Теодор фон Хёрман(н) (нем. Theodor von Hörmann; 13 декабря 1840[…], Имст, Тироль — 1 июля 1895[…], Грац) — австрийский художник-пейзажист.

## Биография
Родился в 1840 году в городе Имст в Тироле в дворянской семье. В молодости служил офицером в австрийской армии, и принимал участие в Австро-итало-французской (1859) и Австро-прусско-итальянской (1866) войнах. Вышел в отставку в звании старшего лейтенанта.
В дальнейшем (1873—75) учился в Венской академии художеств у Ансельма Фейербаха. После окончания обучения, устроился на работу в военное  училище в Санкт-Пёльтене, где занял сразу две должности: преподавал рисование и фехтование.
В 1884 году фон Хёрман женился и уволился из училища. В 1886 году он вместе с женой отправился в Париж, где оставался до 1890 года и познакомился с произведениями импрессионистов. В 1890 году Хёрман и его супруга вернулись в Австрию, и поселились сначала в Зноймо, а после — в Вене (1893), где Хёрман стал членом ассоциации художников Кюнстлерхаус.
Хёрман писал преимущественно пейзажи, в особой мягкой манере, которую некоторые германоязычные искусствоведы называют импрессионизмом настроения или австрийским импрессионизмом (нем.). К этому же направлению относят художников Эмиля Якоба Шиндлера, Марию Эгнер, Карла Молля, Марию Арнсбург и некоторых других.
Скончался Хёрман в 1905 году в Граце и был похоронен на Венском центральном кладбище. Его портрет, представленный в статье, был исполнен художником Иоганном Виктором Кремером.

## Галерея

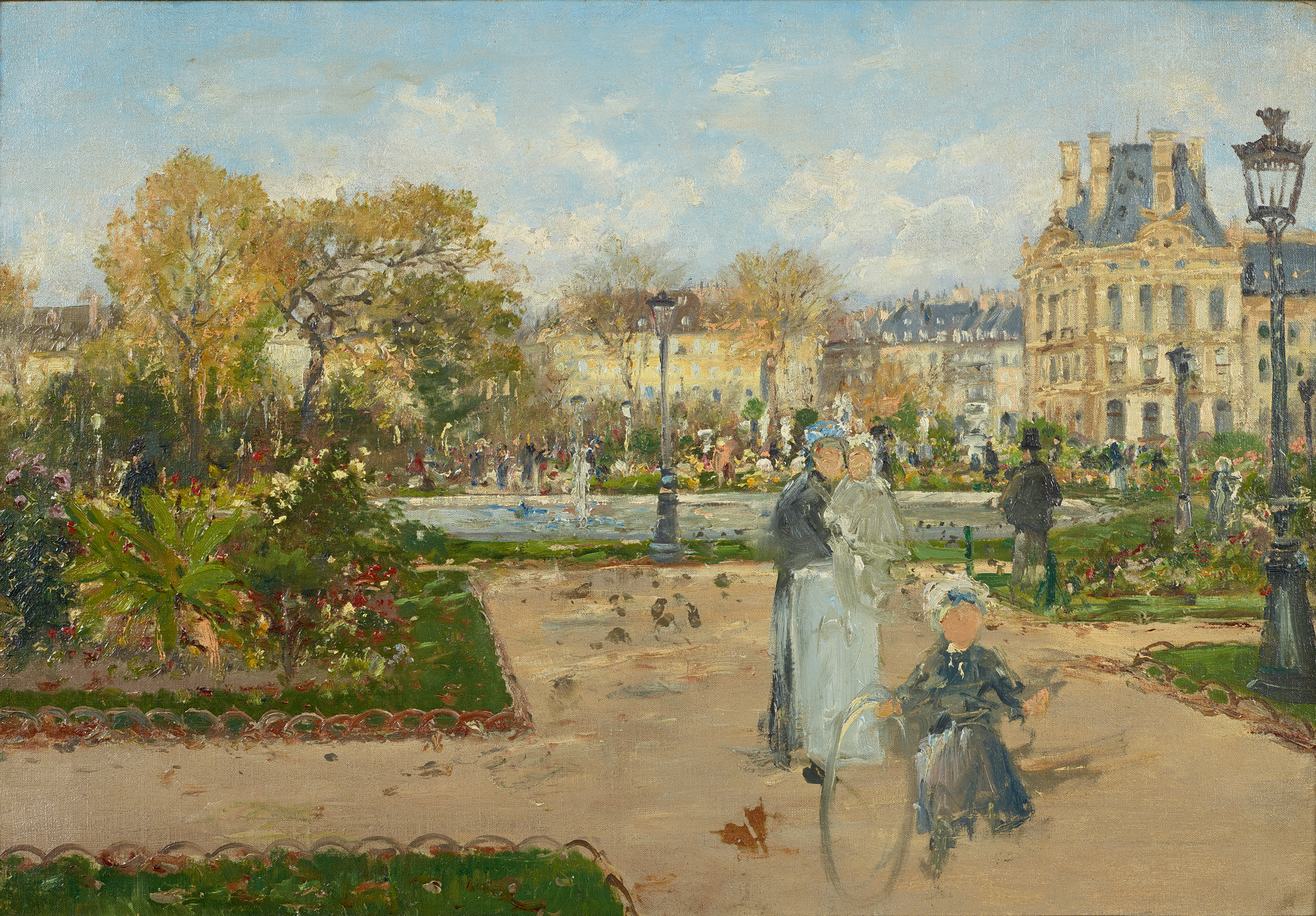
Париж, сад Тюильри. Ок. 1888, Галерея Бельведер, Вена
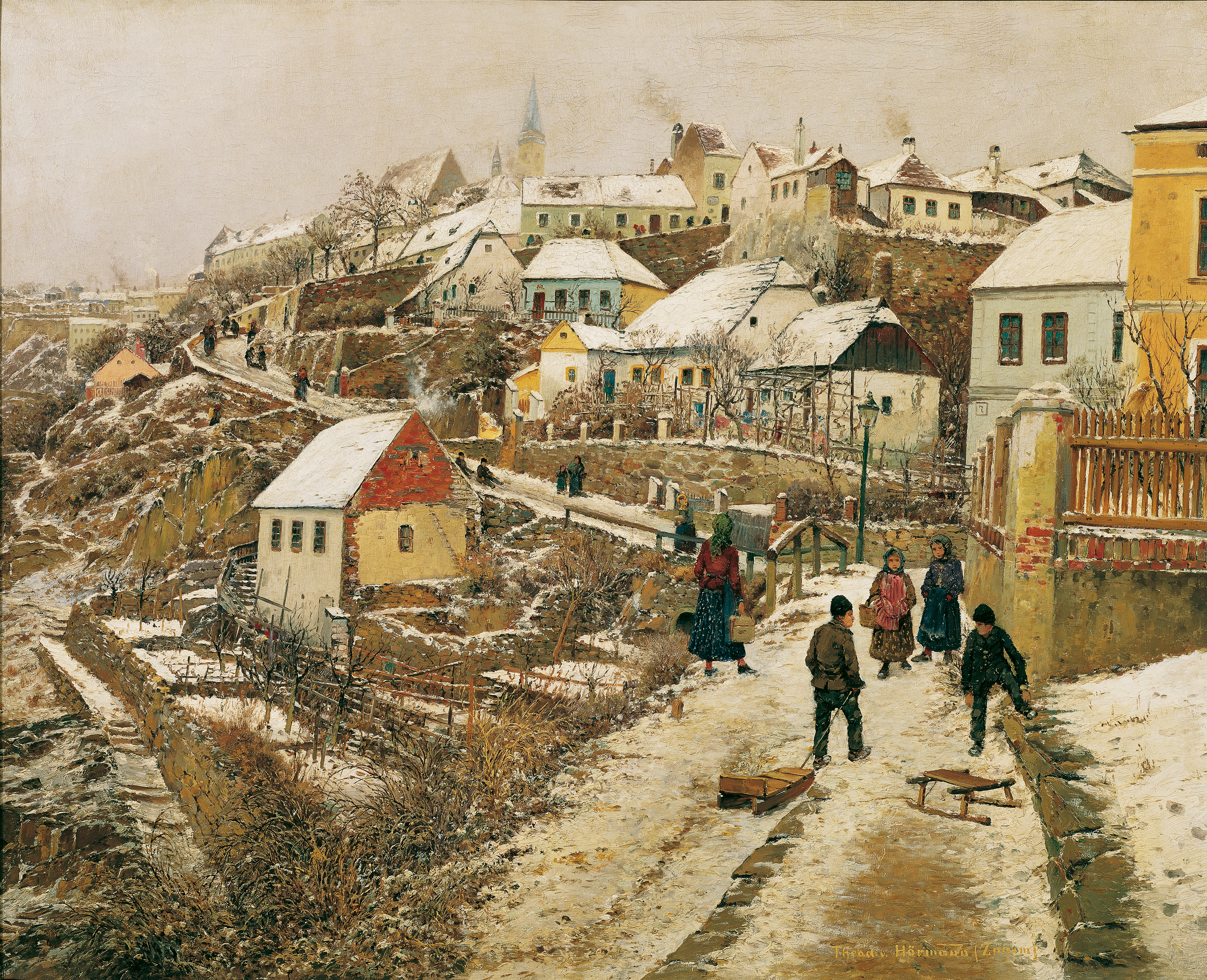
Город Зноймо под снегом, ок. 1892
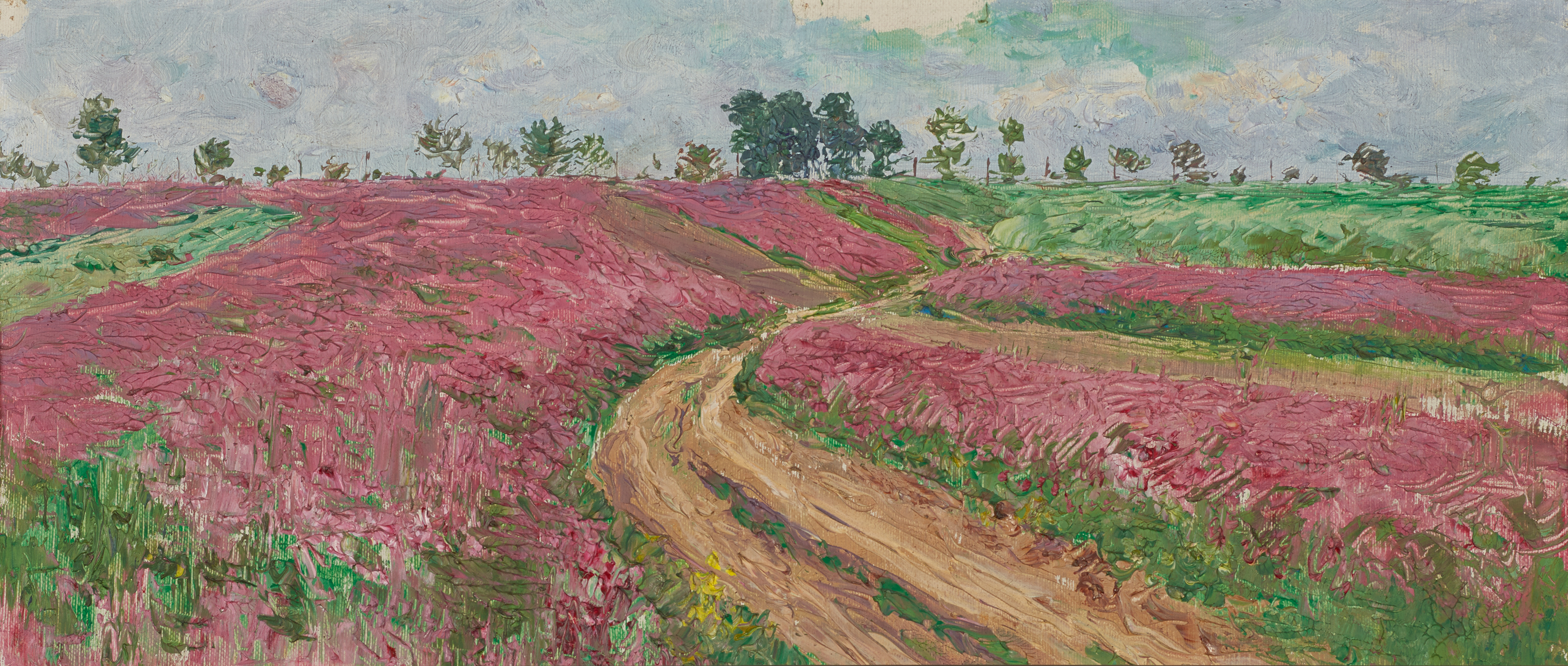
Поля эспарцета поблизости от Цнайма, ок. 1893, Галерея Бельведер
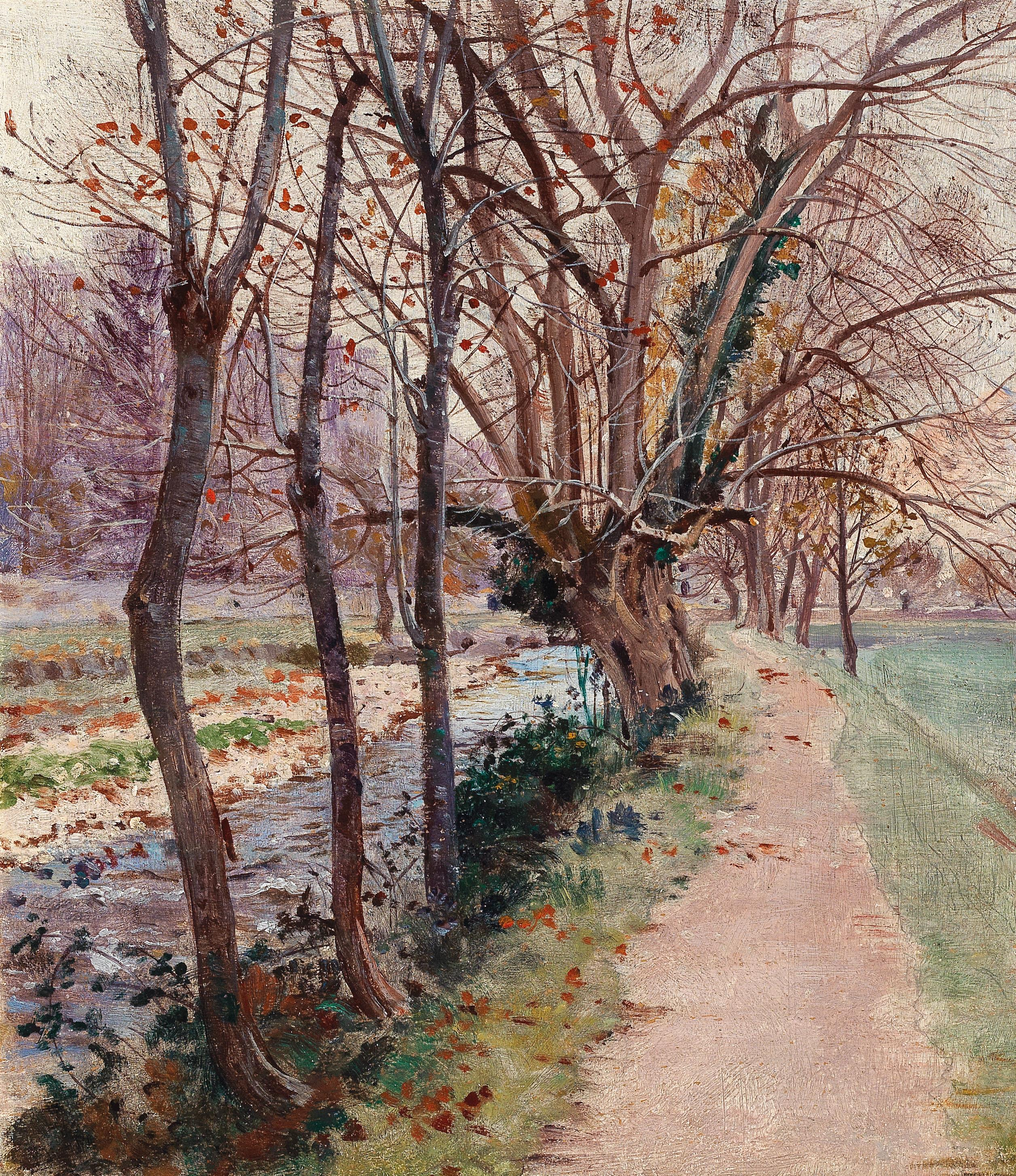
Деревья над ручьём осенью, ок. 1893
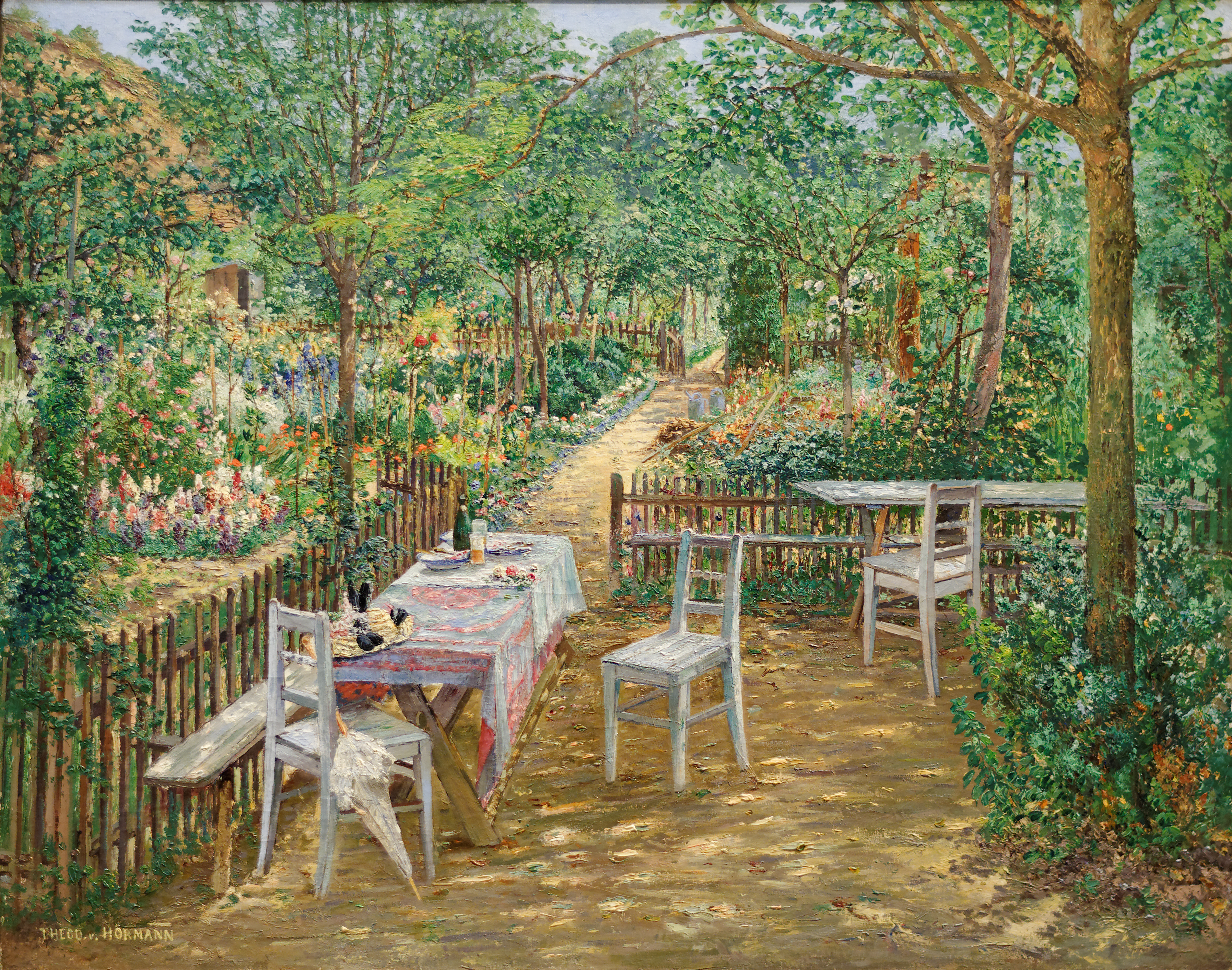
Лето в саду, Музей Леопольда, Вена
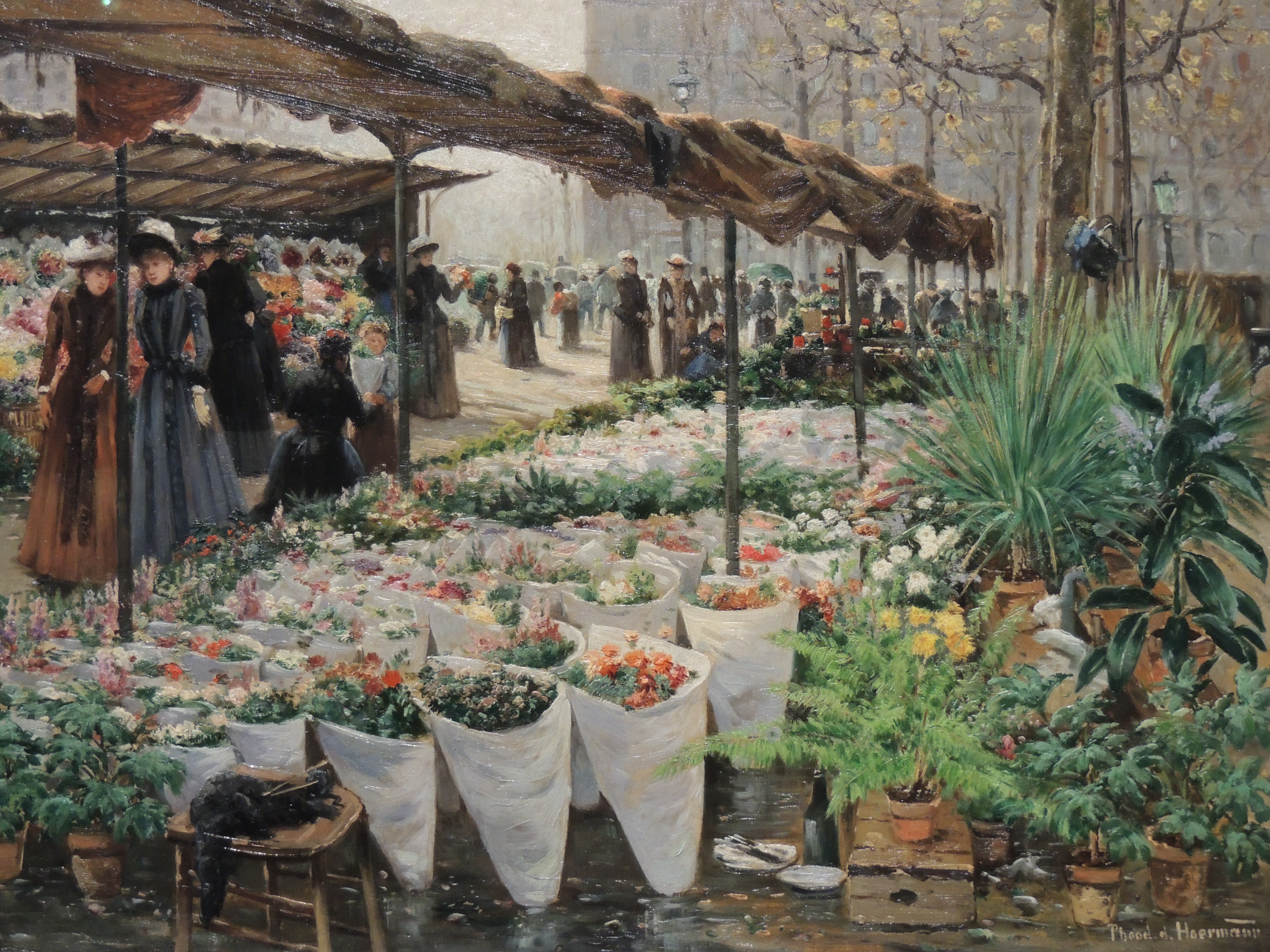
Цветочный рынок, Музей Леопольда
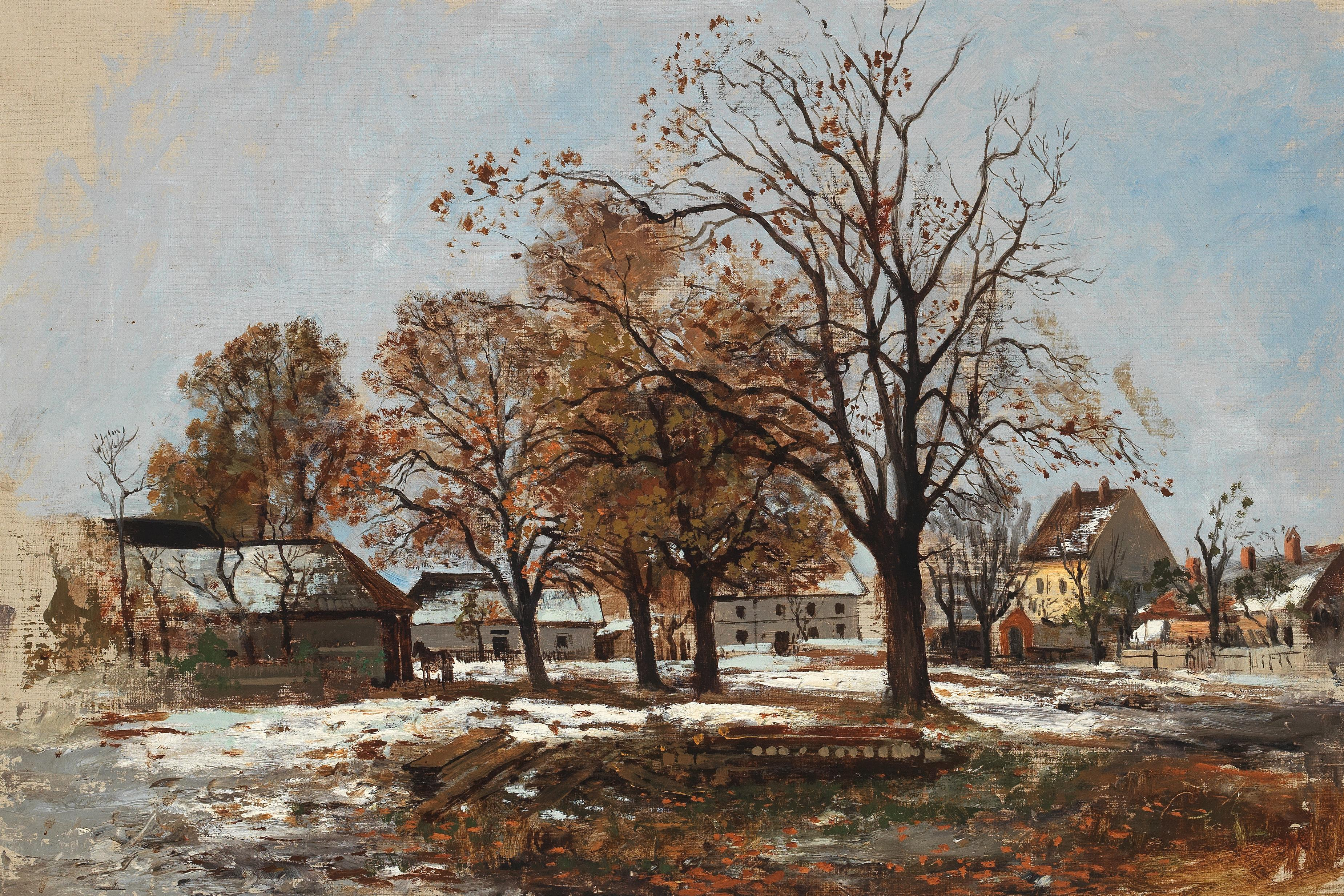
Зимний день на окраине Санкт-Пёльтена, ок. 1880—82
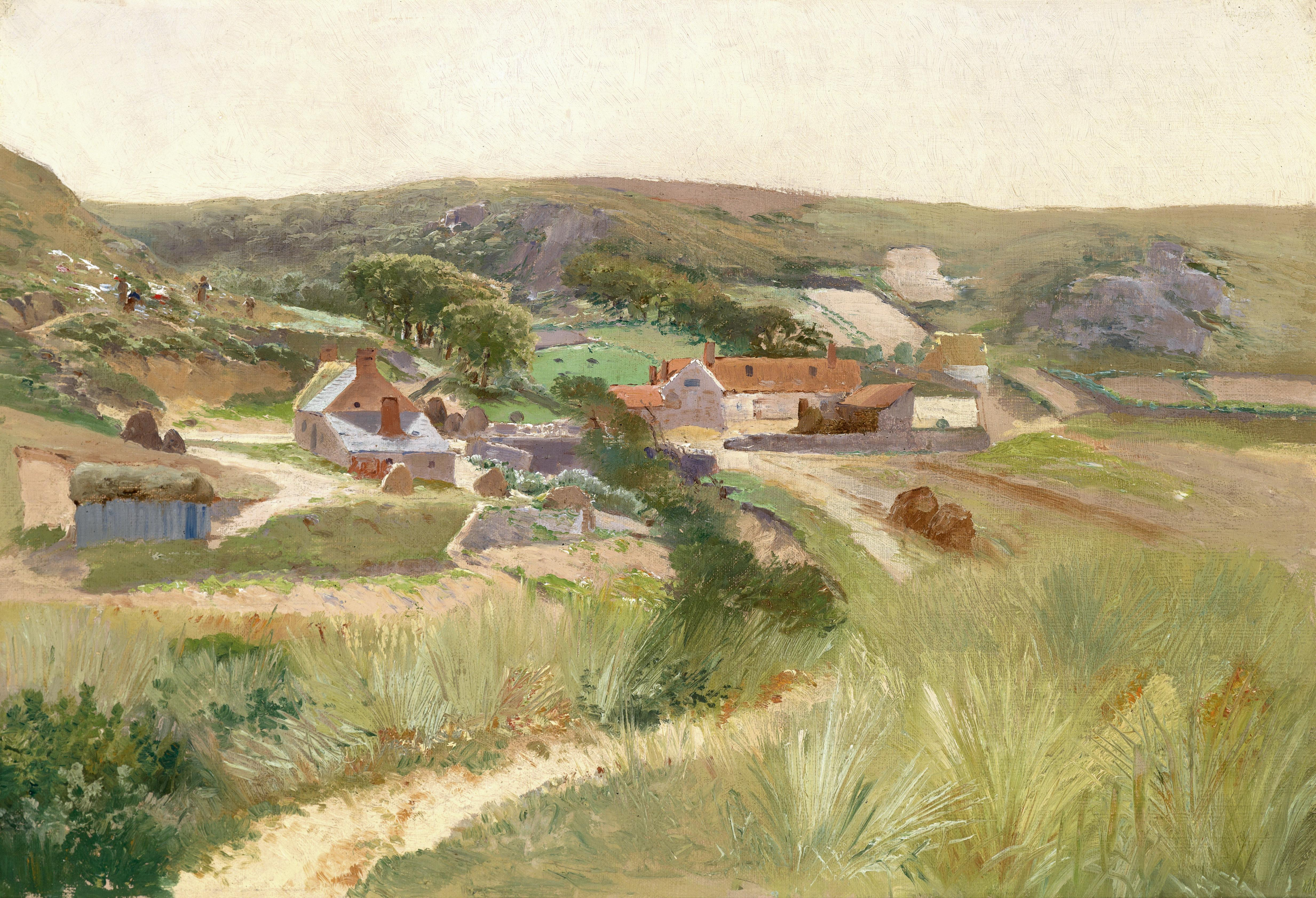
На берегах Цнайма
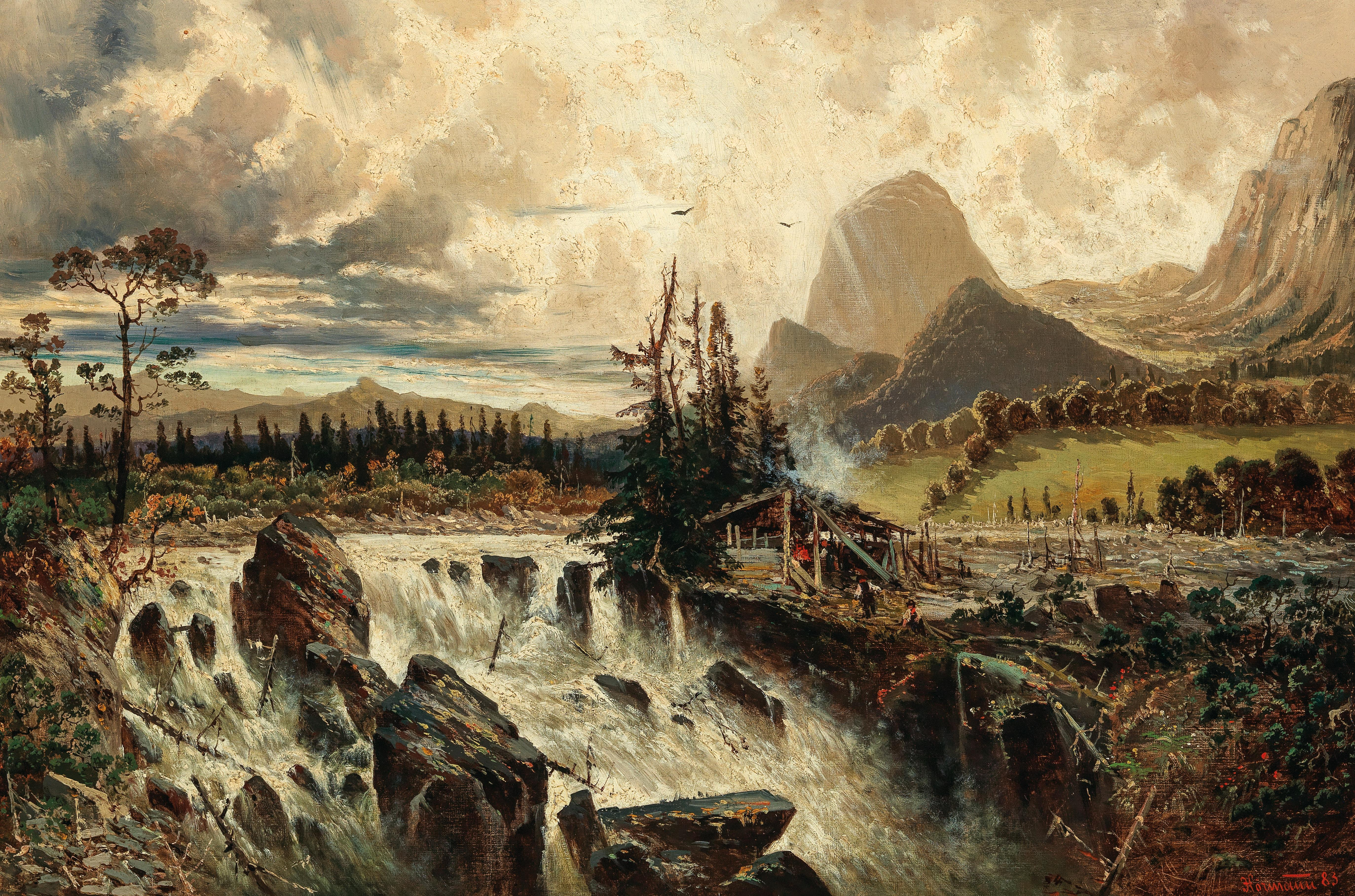
Водопад, 1883
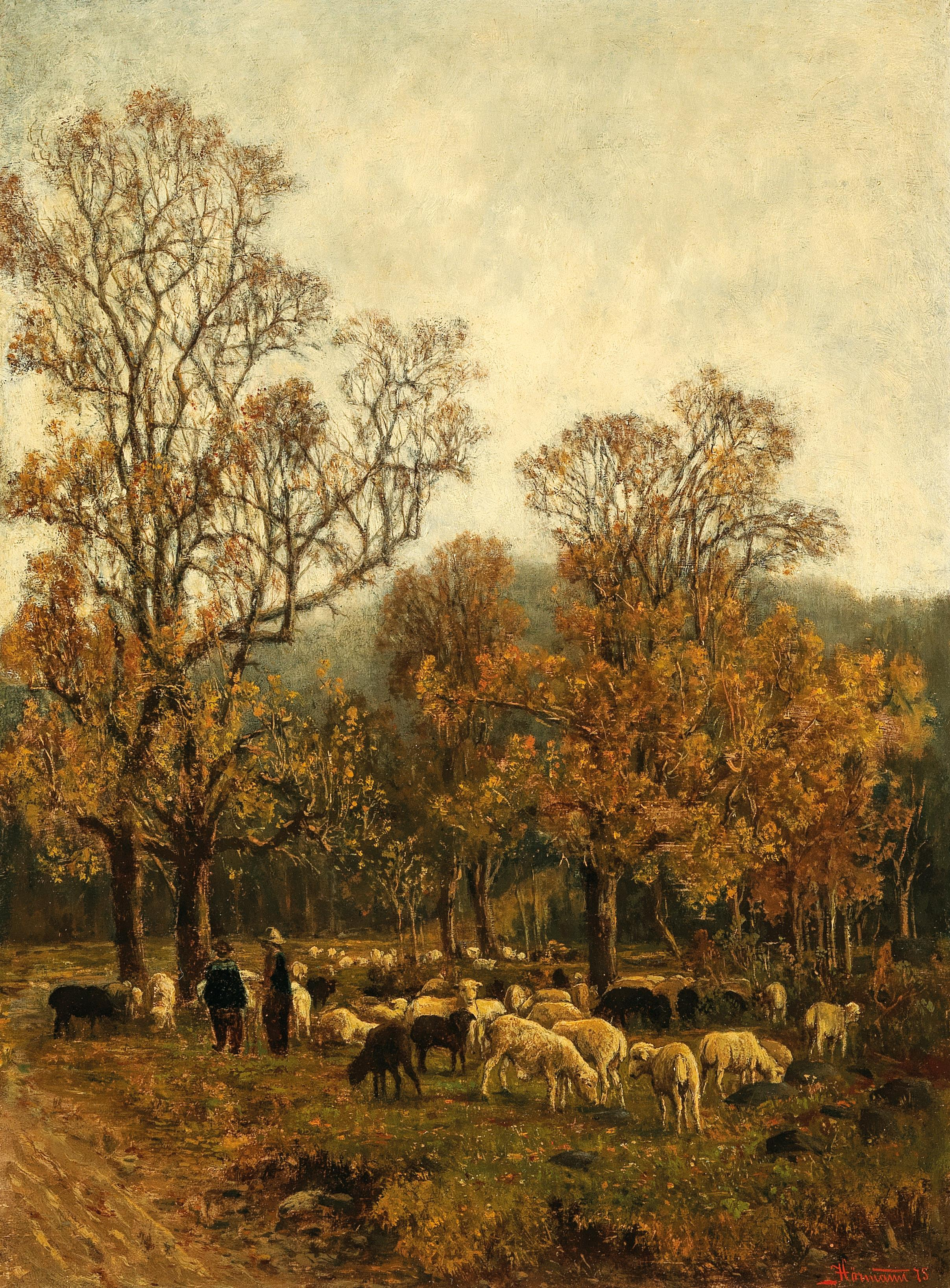
Стадо осенью, 1875
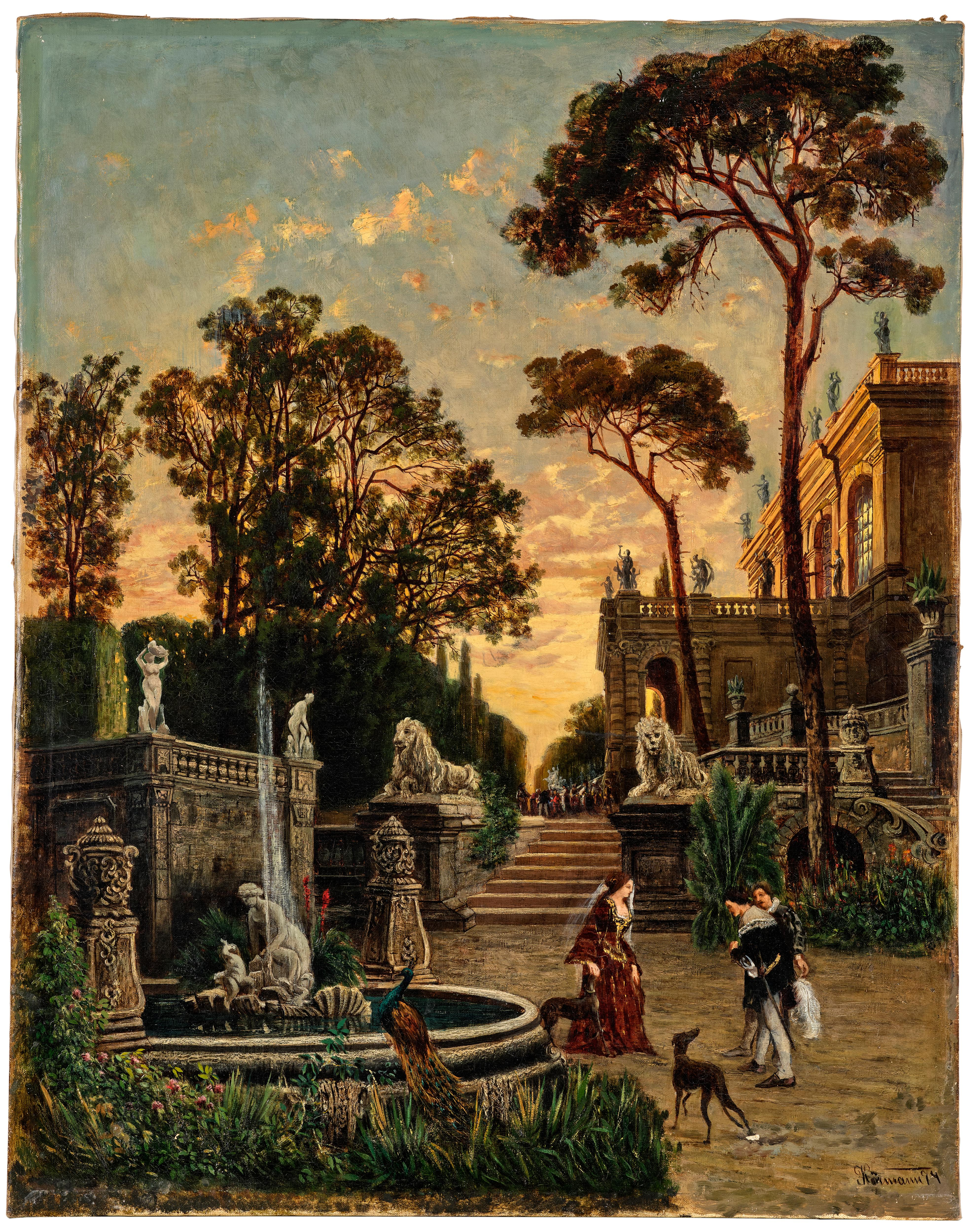
Галантная сцена, 1874
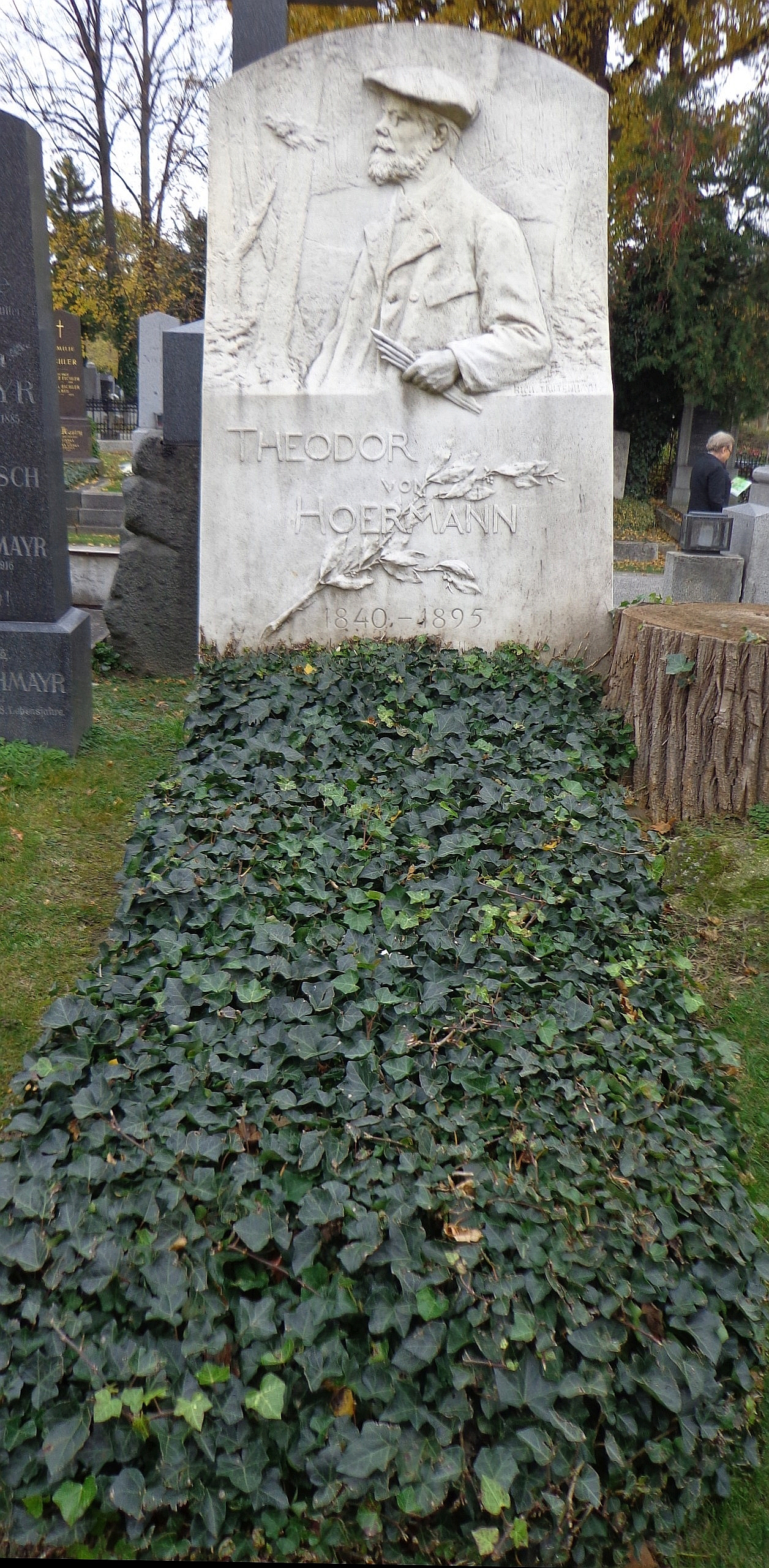
Надгробие Хёрмана на Венском центральном кладбище